# Soziale Dienste der Justiz
Die Sozialen Dienste der Justiz umfassen in Deutschland verschiedene Formen der Sozialarbeit in der Justiz. Es wird zwischen ambulanten (Bewährungshilfe, Gerichtshilfe und Täter-Opfer-Ausgleich) und stationären Diensten (Justizvollzugsanstalten) unterschieden. Außerdem wird hier nochmals zwischen Erwachsenen und Jugendlichen differenziert. Bei Jugendlichen erfolgt die Unterstützung durch die Jugendgerichtshilfe.
Bisher unterstanden die Sozialen Dienste der Justiz fast ausschließlich den Landesjustizverwaltungen. Die Struktur ist in den Bundesländern sehr unterschiedlich. Nur in Teilbereichen, wie dem Täter-Opfer-Ausgleich, sind freie Träger beauftragt.
Gesetzlich verankert sind die Sozialen Dienste der Justiz in Bayern im Jugendgerichtsgesetz (§§ 21 f JGG), StGB III §56d (Bewährungshilfe), Bay.StVollzG (stationäre Dienste), StPO §463d (Gerichtshilfe).

## Stationäre Dienste: Sozialpädagogische Arbeit in der JVA
Das Berufsfeld beinhaltet die Auseinandersetzung mit der Lebenslage der Gefangenen und der Ursache der Straffälligkeit. Nach Abklärung der Anamnese und der psychosozialen Diagnostik werden Lösungsmöglichkeiten erarbeitet und deren Umsetzung begleitet bzw. überprüft (unter dem Motto „Hilfe zur Selbsthilfe“). Die Methoden sind die Einzelfallhilfe (Beratung, strukturierte Einzelfallhilfe, Krisenintervention), soziale Gruppenarbeit (eigenes Verhalten wird reflektiert und Leben in der Gemeinschaft eingeübt, Abbau von Aggressionen / Vorurteilen / Ängsten, Aufbau Selbstwertgefühl) und Gemeinwesenarbeit (arbeiten mit anderen Behörden zusammen).